# Otto Wäspi
Otto Wäspi (* 6. Januar 1904 in St. Gallen; † 1959 in Basel) war ein Schweizer Zeichner und Illustrator.

## Leben
Er besuchte das Gymnasium an der Kantonsschule St. Gallen, ehe er erste berufliche Erfahrungen bei einer Filmgesellschaft sammelte.
Nach Auslandsreisen, die ihn unter anderem nach Algerien, Frankreich und Italien führten, kehrte er Anfang der 1930er Jahre endgültig in die Schweiz zurück.
Ab 1933 konnte er mit ersten zeichnerischen Beiträgen beim Nebelspalter Fuss fassen, ab 1937 steuerte er regelmässige Beiträge für diese Satirezeitschrift bei. Er war beim Nebelspalter bis 1956 tätig.
In den 1940er Jahren schuf er humoristische Zeichnungen für die Schweizer Illustrierte Zeitung (später umbenannt in Schweizer Illustrierte) und den Bärenspiegel.
Ebenfalls mehrere Jahrzehnte lang arbeitete Otto Wäspi für den einmal im Jahr erscheinenden Schweizer Eulenspiegelkalender.
Otto Wäspi hatte im Laufe der Jahre immer wieder mit gesundheitlichen Problemen zu kämpfen, da er an Lungentuberkulose litt. 1959 verstarb er im Alter von 55 Jahren.